# Ireneusz Czop

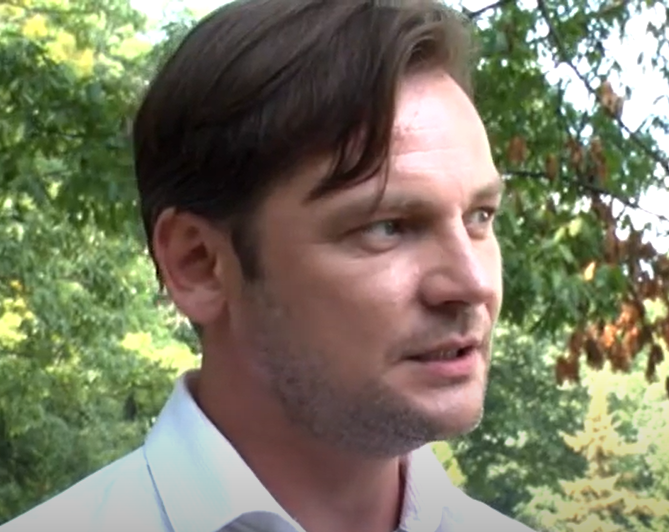
Ireneusz Czop, 2011

Ireneusz Czop (* 6. Juli 1968 in Płock) ist ein polnischer Film- und Theaterschauspieler.

## Filmografie (Auswahl)
- 2008: Somers Town
- 2009: Absturz über Gibraltar (General. Zamach na Gibraltarze)
- 2011: In Darkness – Eine wahre Geschichte (W ciemności)
- 2012: Pokłosie
- 2014: Jack Strong
- 2016: Sommer 1943 – Das Ende der Unschuld (Wołyń)
- 2018–2021: Im Sumpf (Rojst, Fernsehserie)
- 2022: Hochwasser (Wielka Woda)
- 2022: Broad Peak